# Domenico Cosselli
Domenico Cosselli (né le 27 mai 1801 à Parme et mort le 9 novembre 1855 à Marano, une frazione de Parme) est un baryton italien du XIXe siècle.

## Biographie
D'abord enfant de chœur au théâtre ducal de Parme, Domenico Cosselli est engagé en 1823 comme baryton dans le répertoire rossinien. En 1825, il est à la Fenice de Venise, puis participe à Rome à la création de l'opéra de Donizetti, Olivo et Pasquale où il incarne Olivo. 
Sa voix prend de l'ampleur et il s'impose dans le répertoire du mélodramme romantique. En 1831, il tient le rôle-titre dans la première de la version italienne de  Guillaume Tell  de Rossini. 
Il poursuit sa carrière dans les théâtres italiens: Bologne, Florence, Venise, Naples... Le 26 septembre 1835 à Naples, il participe aux côtés de Fanny Persiani et Gilbert Duprez à la création de Lucia di Lammermoor le chef-d'œuvre de Donizetti. Sa carrière se poursuit essentiellement sur les scènes italiennes, à un rythme effréné : Matthew Boyden compte pas moins de 66 représentations sur les scènes italiennes entre septembre 1835 et janvier 1836.
Son activité se ralentit à partir de 1840. En 1843, il enseigne le chant à Vienne. Peu de temps car souffrant d'une maladie des yeux, il se retire dans sa villa de Marano.